# Legal Drug Money
Albums de Lost Boyz
Love, Peace & Nappiness
(1997)
Singles
1. Lifestyles of the Rich & Shameless
Sortie : 25 avril 1995
2. Jeeps, Lex Coups, Bimaz & Benz
Sortie : 22 août 1995
3. Renee
Sortie : 30 janvier 1996
4. Music Makes Me High
Sortie : 3 mars 1996
5. Get Up
Sortie : 17 juillet 1996

Legal Drug Money est le premier album studio des Lost Boyz, sorti le 4 juin 1996.
L’album s'est classé 1er au Top R&B/Hip-Hop Albums et 6e au Billboard 200 et a été certifié disque d'or par la Recording Industry Association of America (RIAA) le 7 août 1996.

## Liste des titres
| No  | Titre                                                                          | Contient un (des) sample(s) de                                                     | Durée |
| --- | ------------------------------------------------------------------------------ | ---------------------------------------------------------------------------------- | ----- |
| 1.  | Intro (Produit par Mr. Cheeks)                                                 | Summer Madness de Kool and the Gang                                                | 1:24  |
| 2.  | The Yearn (Produit par Pete Rock)                                              | 90% of Me Is You de Gwen McCrae                                                    | 3:49  |
| 3.  | Music Makes Me High (Produit par Mr. Sex et Charles Suitt)                     | Bounce, Rock, Skate, Roll de Vaughan Mason & Crew                                  | 4:29  |
| 4.  | Jeeps, Lex Coups, Bimaz & Benz (Produit par Easy Mo Bee)                       |                                                                                    | 4:32  |
| 5.  | Lifestyles of the Rich and Shameless (Produit par Easy Mo Bee)                 | Jealousy de Club Nouveau                                                           | 4:21  |
| 6.  | Renee (Produit par Mr. Sex)                                                    |                                                                                    | 4:54  |
| 7.  | All Right (Produit par Big Dex)                                                |                                                                                    | 5:50  |
| 8.  | Legal Drug Money (featuring Pretty Lou et DJ Spigg Nice – Produit par Big Dex) |                                                                                    | 5:39  |
| 9.  | Get Up (Produit par Mr. Sex)                                                   | What Cha Gonna Do With My Lovin' de Stephanie Mills Funky Sensation de Gwen McCrae | 4:04  |
| 10. | Is This da Part (Produit par Easy Mo Bee)                                      | The Look of Love d'Isaac Hayes Slow Down des Loose Ends                            | 3:44  |
| 11. | Straight from da Ghetto (Produit par Tim Dawg et Big Dex)                      | Risin' to the Top de Keni Burke                                                    | 3:47  |
| 12. | Keep It Real (Produit par Big L)                                               | You're the One I Need de Barry White                                               | 4:11  |
| 13. | Channel Zero (Produit par Big Dex)                                             |                                                                                    | 5:37  |
| 14. | Da Game (featuring Pretty Lou et Spigg Nice – Produit par Big Dex)             |                                                                                    | 3:43  |
| 15. | 1,2,3 (Produit par Dwarf the Black Prince)                                     | Singing Winds, Crying Beasts de Santana                                            | 6:54  |
| 16. | Lifestyles of the Rich and Shameless (Remix) (Produit par Mr. Sex)             |                                                                                    | 4:00  |